# Johann Nicolaus Stürmer
Johann Nicolaus Stürmer (* 11. November 1764 in Frankfurt am Main; † Januar 1847) war ein Politiker der Freien Stadt Frankfurt.
Johann Nicolaus Stürmer war Handwerker in Frankfurt am Main. Von 1827 bis 1846 war er als Ratsverwandter Mitglied im Senat der Freien Stadt Frankfurt. Er gehörte dem Gesetzgebenden Körper 1829 an. 